# Digitalist Group
Digitalist Group Oyj ist ein finnisches Unternehmen mit Sitz in Helsinki im Bereich Softwareentwicklung.
Das Unternehmen wurde 1994 gegründet und ist seit 1999 an der Börse Helsinki notiert. In Deutschland erfolgt eine Notierung an der Börse Stuttgart (WKN 928185).
Der Hauptsitz befindet sich in Helsinki. Weitere Büros liegen in Finnland, Schweden, Großbritannien, Singapur und den Vereinigten Staaten.